# Yaque del Sur
Yaque del Sur – rzeka na południowym wybrzeżu Dominikany. Ma 183 km długości, 4972 km² dorzecza. Przepływa przez dolinę San Juan i uchodzi do Morza Karaibskiego w Zatoce Neiba.
Jej wody są wykorzystywane do nawadniania różnorakich upraw.